# Планинска ниала
Планинската ниала (Tragelaphus buxtoni) е вид говедо от семейство Кухороги (Bovidae), която се среща на висока надморска височина в малка част от гористите местности на Централна Етиопия. Съществуват около 2500 екземпляра.

## Физически характеристики
На височина достига до 90-135 cm при тегло от 150 до 300 кг, като мъжките са значително по-едри от женските. Имат сиво-кафяво оцветяване, понякога с трудно отличими бели ивици и петна. С възрастта оцветяването им потъмнява. Отдолу козината им е по-светла. Мъжките екземпляри имат рога, които се извиват един или два пъти и достигат най-много до един метър на дължина.

## Разпространение и местообитание
Планинските ниали са ендемични за Етиопските планини югоизточно от долината Рифт, между 6 и 10 °N. Предпочитат гористи местности на височина най-малко от 2000 m над морското равнище, и по-рядко на височина около 3500 – 3800 m.

## Хранене
Планинската ниала се храни главно с треви и храсти.